# Вены подушки таламуса
Вены подушки таламуса (лат. venae pulvinares thalami) — это вены, дренирующие (отводящие кровь) от одной из важнейших и крупнейших структур таламуса высокоразвитых позвоночных животных, имеющуюся только у млекопитающих — так называемую подушку таламуса, или пульвинар (у более низко организованных позвоночных, например, пресмыкающихся, земноводных и рыб, гомологичная структура называется задним бугорком таламуса).
Самые крупные размеры подушки таламуса и, соответственно, больший калибр дренирующих её вен и более интенсивное их разветвление, отмечаются у высших приматов и особенно у человека.
Вены подушки таламуса представлены нижней и срединной венами, отводящими кровь, соответственно, от нижнего и медиального ядер подушки таламуса. Нижняя вена подушки таламуса впадает в базальную вену, а срединная вена подушки таламуса — в внутреннюю мозговую вену. Обе эти вены (базальная и внутренняя мозговая) затем, в конечном итоге, соединяются в большую вену Галена, которая впадает в прямой синус.